# Ryszard Demczuk
Ryszard Szczepan Demczuk (ur. 3 sierpnia 1959 w Białej Podlaskiej) – oficer dyplomowany polskiej Marynarki Wojennej w stopniu wiceadmirała rezerwy, magister inżynier nawigator, w latach 1989–1997 dowódca ORP „Oksywie” i ORP „Grom”, w późniejszym czasie dowódca 32 dywizjonu Okrętów Rakietowych oraz dywizjonu Okrętów Rakietowych, od 2007 do 2008 dowódca Centrum Operacji Morskich, następnie szef Szkolenia Marynarki Wojennej. W latach 2012–2013 szef Sztabu Marynarki Wojennej – Zastępca Dowódcy Marynarki Wojennej. Od 19 sierpnia 2013 był szefem Zespołu do spraw Inspektoratu Marynarki Wojennej w Grupie Organizacyjnej Dowództwa Generalnego Rodzajów Sił Zbrojnych. Od 1 stycznia do 30 października 2014 piastował stanowisko Inspektora Marynarki Wojennej w Dowództwie Generalnym Rodzajów Sił Zbrojnych. 28 stycznia 2015 pożegnał się z mundurem.

## Wykształcenie
Ryszard Szczepan Demczuk urodził się 3 sierpnia 1959 w Białej Podlaskiej. W 1980 został przyjęty do Wyższej Szkoły Marynarki Wojennej im. Bohaterów Westerplatte w Gdyni. Po ukończeniu studiów w 1985 uzyskał tytuł zawodowy magistra inżyniera nawigatora i otrzymał promocję oficerską na stopień wojskowy podporucznika marynarki. Odbył kurs operacyjno-taktyczny (1994), międzynarodowy kurs sztabowy (1996) oraz kurs integracyjny NATO (1998). W 1998 uczestniczył w kursie „Liderzy XXI wieku” w Europejskim Centrum Studiów Bezpieczeństwa im. Georga C. Marshalla w Garmisch-Partenkirchen (ang. George C. Marshall European Center for Security Studies). Jest również absolwentem studiów podyplomowych w Akademii Marynarki Wojennej w Gdyni (2000). W 2001 ukończył podyplomowe studia dowódczo-sztabowe w Akademii Dowodzenia Marynarki Wojennej w Newport (ang. Naval Command College), a w 2009 studia polityki obronnej na Uniwersytecie Obrony Narodowej (ang. National Defence University) w Waszyngtonie.

## Służba wojskowa
Na pierwsze stanowisko skierowano go do 1 dywizjonu kutrów rakietowo-torpedowych 3 Flotylli Okrętów w Gdyni, gdzie był dowódcą działu okrętowego, a następnie zastępcą dowódcy okrętu rakietowego. W 1989 został dowódcą kutra rakietowego ORP „Oksywie” projektu 205, natomiast od 1995 do 1997 dowodził małym okrętem rakietowo-artyleryjskim ORP „Grom” projektu 660. W tym okresie 1 dywizjon kutrów rakietowo-torpedowych przekształcono w 1 dywizjon okrętów rakietowych. Następnie pełnił kolejno obowiązki starszego oficera specjalisty w Oddziale Operacyjnym Sztabu Marynarki Wojennej w Gdyni oraz starszego oficera operacyjnego w Wydziale Operacyjnym Sztabu 3 Flotylli Okrętów im. kmdr. Bolesława Romanowskiego. W 2001 kmdr. por. Ryszarda Demczuka wyznaczono zastępcą dowódcy 31 dywizjonu okrętów rakietowych 3 Flotylli Okrętów. Od 2002 dowodził 32 dywizjonem okrętów rakietowych, który w 2004 został przeformowany w dywizjon okrętów rakietowych. 29 marca 2007 zdał obowiązki dowódcy dywizjonu i objął stanowisko głównego specjalisty Dowództwa Marynarki Wojennej. Z dniem 15 sierpnia 2007 otrzymał akt mianowania na pierwszy stopień admiralski – kontradmirała i został dowódcą Centrum Operacji Morskich w Gdyni z etatem wiceadmirała. 1 grudnia 2009 został szefem Szkolenia Marynarki Wojennej. W grudniu 2010 objął stanowisko Zastępcy Dowódcy Grupy Zadaniowej (CJIATF – Combined Joint Interagency Anti-corruption Task Force) w Strategicznym Dowództwie ISAF w Kabulu. Służbę w Afganistanie pełnił do sierpnia 2011. Z dniem 15 sierpnia 2012 otrzymał akt mianowania na drugi stopień admiralski – wiceadmirała. Od 1 października 2012 – szef Sztabu Marynarki Wojennej – Zastępca Dowódcy Marynarki Wojennej. 29 sierpnia 2013 zdał ww. obowiązki by objąć stanowisko szefa Zespołu do spraw Inspektoratu Marynarki Wojennej w Grupie Organizacyjnej Dowództwa Generalnego Rodzajów Sił Zbrojnych. 31 października 2014 przestał pełnić obowiązki Inspektora MW. 28 stycznia 2015 zakończył służbę wojskową.

## Praca zawodowa, c.d.
Pełnił funkcję dyrektora Biura Morskiego Polskiej Grupy Zbrojeniowej S.A. w Gdyni (2015).
Jest żonaty i ma dwie córki. Interesuje się literaturą, historią cywilizacji i wojskowości.

## Odznaczenia
- Srebrny Krzyż Zasługi – 2005[14]
- Brązowy Krzyż Zasługi – 2002[15]
- Morski Krzyż Zasługi z Mieczami – 2013[16]
- Złoty Medal za Długoletnią Służbę – 2015[6]
- Gwiazda Afganistanu – dwukrotnie
- Złoty Medal „Siły Zbrojne w Służbie Ojczyzny” – dwukrotnie[a] (po raz drugi w 2015)[7]
- Srebrny Medal „Siły Zbrojne w Służbie Ojczyzny”
- Złoty Medal „Za Zasługi dla Obronności Kraju”
- Odznaka honorowa „Dowódcy Okrętu Marynarki Wojennej”
- Odznaka okolicznościowa Marynarza Jednostek Pływających I Klasy (Złota)
- Kordzik Honorowy Sił Zbrojnych RP (Marynarka Wojenna) – 2013[3]
- Medal „Pro Patria” – 2012[17][18]
- Medal „Pro Memoria”
- Kombatancki Krzyż Pamiątkowy „Zwycięzcom” (ZKRPiBWP)
- Komandoria Missio Reconciliationis
- Medal NATO za misję ISAF
- Meritorious Service Medal – Stany Zjednoczone, nadany 2011[19], wręczony 2012[20][21]